# Gymnastiek op de Olympische Zomerspelen 2024 – Trampoline mannen
Het trampoline springen voor de mannen op de Olympische Zomerspelen 2024 in Parijs vond plaats op 2 augustus (kwalificatie en finale). De Ivan Litvinovitsj won het onderdeel voor de Chinezen Wang Zisai die het zilver pakte en Yan Langyu die het brons won.

## Format
Alle deelnemende mannen moesten twee kwalificatie-oefening springen. De acht gymnastes met de hoogste score gingen door naar de finale.

## Kwalificatieronde
| Rang | Gymnast             | Gymnast | Sprong 1 | Sprong 2 | Hoogste score |    |
| ---- | ------------------- | ------- | -------- | -------- | ------------- | -- |
| 1    | Ivan Litvinovitsj   | AIN     | 63.420   | 42.580   | 63.420        | Q  |
| 2    | Wang Zisai          | CHN     | 60.950   | 62.230   | 62.230        | Q  |
| 3    | Yan Langyu          | CHN     | 61.420   | 62.220   | 62.220        | Q  |
| 4    | Dylan Schmidt       | NZL     | 59.510   | 60.810   | 60.810        | Q  |
| 5    | Gabriel Albuquerque | POR     | 59.750   | 31.070   | 59.750        | Q  |
| 6    | Pierre Gouzou       | FRA     | 58.520   | 59.100   | 59.100        | Q  |
| 7    | Zak Perzamanos      | GBR     | 58.800   | 59.030   | 59.030        | Q  |
| 8    | Ángel Hernández     | COL     | 57.900   | 58.640   | 58.640        | Q  |
| 9    | Danil Mussabayev    | KAZ     | 58.070   | 52.550   | 58.070        | R1 |
| 10   | Aliaksei Shostak    | USA     | 57.350   | 6.120    | 57.350        | R2 |
| 11   | Fabian Vogel        | GER     | 29.120   | 56.890   | 56.890        | —  |
| 12   | Rayan Dutra         | BRA     | 56.370   | 56.210   | 56.370        | —  |
| 13   | Brock Batty         | AUS     | 55.890   | 23.150   | 55.890        | —  |
| 14   | David Vega          | ESP     | 55.620   | 28.160   | 55.620        | —  |
| 15   | Benny Wizani        | AUT     | 54.990   | 12.460   | 54.990        | —  |
| 16   | Ryusei Nishioka     | JPN     | 24.710   | 35.750   | 35.750        | —  |

Reserve
- Danil Mussabayev  KAZ
- Aliaksei Shostak  USA

## Uitslag
- D-Score; de moeilijkheidsgraad van de oefening
- E-Score; de uitvoeringsscore van de oefening
- Vlucht; de score voor de vlucht
- H-Score; Horizontale beweging
- Totaal; D-Score + E-Score + Vlucht - Straf geeft de totaalscore

| Rang   | Gymnast             | Gymnast | D-Score | E-Score | H-Score | Vlucht | Straf  | Totaal |
| ------ | ------------------- | ------- | ------- | ------- | ------- | ------ | ------ | ------ |
| Goud   | Ivan Litvinovitsj   | AIN     | 18.400  | 16.700  | 18.490  | 9.500  |        | 63.090 |
| Zilver | Wang Zisai          | CHN     | 18.000  | 17.000  | 17.590  | 9.300  |        | 61.890 |
| Brons  | Yan Langyu          | CHN     | 17.800  | 16.600  | 17.850  | 8.900  | -0.200 | 60.950 |
| 4      | Zak Perzamanos      | GBR     | 18.500  | 14.300  | 17.540  | 9.500  |        | 59.840 |
| 5      | Gabriel Albuquerque | POR     | 18.000  | 15.500  | 17.240  | 9.000  |        | 59.740 |
| 6      | Pierre Gouzou       | FRA     | 17.100  | 15.600  | 16.940  | 9.300  |        | 58.940 |
| 7      | Ángel Hernández     | COL     | 16.000  | 13.700  | 15.250  | 8.200  |        | 53.150 |
| 8      | Dylan Schmidt       | NZL     | 6.300   | 5.000   | 5.500   | 2.700  |        | 19.500 |

2000: Aleksandr Moskalenko ·
2004: Joeri Nikitin ·
2008: Lu Chunlong · 
2012: Dong Dong · 
2016: Vladsjislav Gantsjarov · 
2020: Ivan Litvinovitsj · 
2024: Ivan Litvinovitsj · 